# Donjon Ter Heyden
Le donjon Ter Heyden (toren Ter Heyden en néerlandais) est un donjon du XIVe siècle situé sur le territoire de la commune belge de Rotselaar, en Brabant flamand.
Il est également appelé donjon Ter Heiden, donjon Ter Heide, voire simplement donjon de Rotselaer ou donjon de Rotselaar.

## Localisation
Le donjon se dresse à l'intersection des rues Terheidelaan et Torenhoflaan, au nord-est de l'agglomération de Rotselaar.

## Historique
Le donjon Ter Heiden a été érigé au XIVe siècle par le chevalier Gerard Vander Heiden, vassal du seigneur de Rotselaar.
Le dernier étage et le toit à bulbe furent ajoutés en 1620.
Le parement en grès blanc et en grès ferrugineux est récent puisqu'il ne date que de 1870.
La cheminée qui se dresse à côté du donjon est un vestige de la brasserie « De Toren » qui fut active de 1870 à 1939.
Le donjon fait l'objet d'un classement au titre des monuments historiques depuis le 3 juillet 1942.

## Architecture

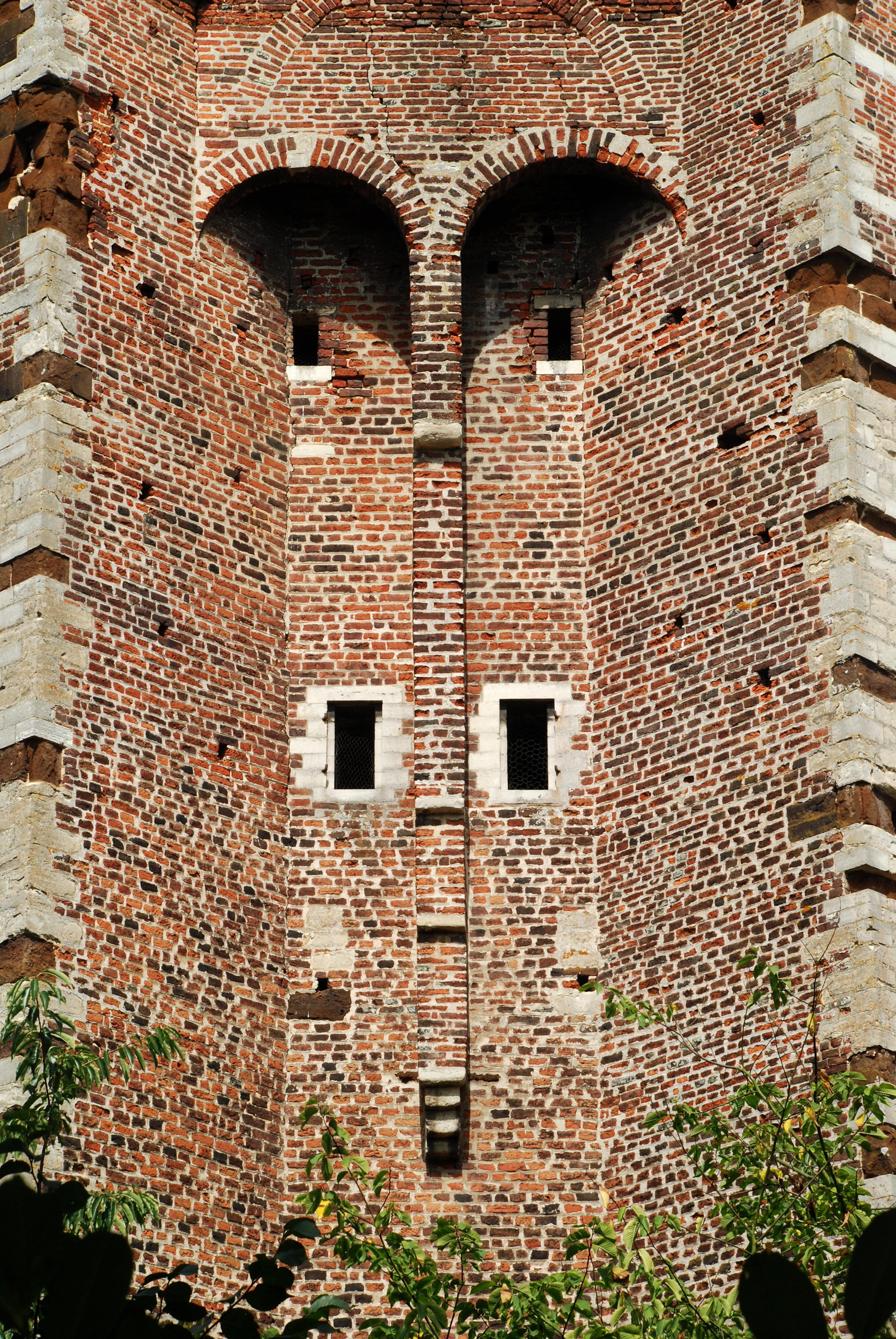
Bretèches